# 구사야마촌
구사야마촌(草山村)은 효고현 다키군에 있던 촌이다. 현재의 단바사사야마시의 북동부에 해당한다.